# Nematus ferrugineus
Nematus ferrugineus är en stekelart som beskrevs av Förster 1854. Nematus ferrugineus ingår i släktet Nematus, och familjen bladsteklar. Arten är reproducerande i Sverige.